# Петровцы (Полтавская область)
Петровцы (укр. Петрівці) — село,
Петровцевский сельский совет,
Миргородский район,
Полтавская область,
Украина.
Код КОАТУУ — 5323285201. Население по переписи 2001 года составляло 1685 человек.
В Центральном Государственном Историческом Архиве Украины в городе Киеве есть документы православной церкви за 1752—1794 год.
Является административным центром Петровцевского сельского совета, в который, кроме того, входит село
Кузьменки.

## Географическое положение
Село Петровцы находится на левом берегу реки Хорол,
выше по течению на расстоянии в 1 км расположено село Рыбальское,
ниже по течению на расстоянии в 2 км расположено село Мелюшки (Хорольский район),
на противоположном берегу — сёла Мальцы и Ярмаки.
Река в этом месте извилистая, образует лиманы, старицы и заболоченные озёра.
Рядом проходит автомобильная дорога Т-1715.
Село указано на карте частей Киевского, Черниговского и других наместничеств 1787 года

## Экономика
- Молочно-товарная и птице-товарная фермы.
- ГП «Дибровский конный завод № 62».

## Объекты социальной сферы
- Детский сад.
- Школа.

## Известные люди
- Кабачок, Владимир Андреевич (1892—1958) — бандурист, певец, дирижер, музыкальный педагог.
- Безгин, Борис Афанасьевич (1907—1957) — советский актер театра и кино.
- Иваненко, Павел Сергеевич (1918—1973) — Герой Социалистического Труда, председатель колхоза «Украина» (переименован в колхоз им. Иваненко).